# Wowkie Zhang
Wowkie Zhang (Chino: 大张伟; pinyin: Dà Zhāng Wěi), también conocido como Da Zhang Wei, es un cantante, compositor y músico chino. Fue el principal vocalista, guitarrista y compositor de la banda de rock The Flowers, pero en occidente es conocido por su canción "Rayos Solares, Arcoíris, Poni Blanco" (Chino: 陽光彩虹小白馬), convertida en meme en internet ya que su letra parece decir la palabra "nigga", que en inglés significa "negrata".